# 一色湊
一色 湊（いっしき みなと、1993年7月20日）は、日本の俳優、モデル、カフェ経営。宮古島出身。

## 略歴
大学4年時に芸能活動を開始。卒業後に関西の情報番組リポーターやバラエティー番組のサブMCとして活躍後、フリーに。俳優・モデルとしても活動の場を広げ、2020年「仮面ライダーゼロワン」での新屋敷達己役として注目を集めた。2020年7月に六本木にカフェ・ダイニングバー「WONDERFUL LIFE」をオープンし、オーナーを務める。

## 人物
沖縄県立宮古高等学校から岡山のIPU環太平洋大学に進学。サッカー部では4年連続全国大会出場。
小学校、中学・高等学校（保健体育）教員免許取得。
趣味はサッカー、キックボクシング、お菓子作り

## 出演

### テレビドラマ
- 仮面ライダーゼロワン（テレビ朝日） - 第19,20話(新屋敷達巳 役)
- 半沢直樹（TBS）-  黒崎部下役

### 映画
- デスノート Light up the NEW world
- HIGH&LOW THE MOVIE 2 / END OF SKY

### CM
- 日産エクストレイル TVCM
- 日産DAYS ROOX TVCM
- Yahoo ゲーム WEB広告
- AXE・エアウィーブ
- オリオン 75BEER プレミアムクラフト IPA 2020年版 / 2021年版
- PIKO ビジュピコ（2022年1月 - ）[1]

### 舞台
- ワンヌイミ( 2019年 ）- 宮古島公演
- 絶響MUSICA （ 2020年 ）-  北条シンイチロウ役

### MC
- 第80回日本血液学会学術集会(SANOFI)
- 第28回 神鋼かこがわフェスティバル
- 第41回 日本造血細胞移植学会総会(ヤンセンファーマー)

## モデル

### ブライダルモデル
- グランドホクヨウ(HP掲載,Web Movie,広告)
- FLARE (HP掲載,Web Movie,広告)
- ホテル マリターレ創世 佐賀(HP掲載,広告)
- Socia21(ゼクシィ、HP掲載)
- 湯沢ロイヤルホテル(ゼクシィ、HP掲載)
- 観音崎京急ホテル(ゼクシィ、HP掲載,電車広告)
- ホテルニューグランド(ゼクシィ、HP掲載)
- ヒルトン成田(ゼクシィ、HP掲載)
- 岐阜レガピオーレ(ゼクシィ、HP掲載)
- 東京大神宮(HP掲載,Web Movie,広告)
- ハルミトンホテル上総(ゼクシィ、HP掲載)
- ベルセゾン志木(ゼクシィ、HP掲載)
- アーバンヴィラ古名屋ホテル(ゼクシィ、HP掲載)
- マリエール諏訪(ゼクシィ、HP掲載)
- ANAクラウンプラザホテル宇部(ゼクシィ、HP掲載)
- ホテルハーヴェス旧軽井沢(ゼクシィ、HP掲載)
- シャルダンポールボキューズ金沢(ゼクシィ掲載)
- CENTLEGENDIA沖縄 (HP掲載,Web Movie,広告)
- 仙台セントジョージ教会(ゼクシィ、HP掲載)
- マリエール諏訪(ゼクシィ、HP掲載)
- アルシオーネコート佐野(ゼクシィ、HP掲載)
- Kubotsu福岡(ゼクシィ、HP掲載)
- アニヴェルセル表参道
- アニヴェルセルみなとみらい